# Гирвас (приток Ноты)
Ги́рвас — река в России, протекает по Кольскому району Мурманской области. Вытекает из озера Гирвас, впадает в Верхнетуломское водохранилище. До образования Верхнетуломского водохранилища устье находилось на 48-м км правого берега реки Нота, длина и площадь бассейна составляли соответственно 76 км и 1960 км².
Высота устья — 80 м над уровнем моря. Высота истока — 102,8 м над уровнем моря.

## Притоки
- В 18 км от устья, по левому берегу реки впадает река Топор.
- В 36 км от устья, по левому берегу реки впадает река Карека.
- В 41 км от устья, по левому берегу реки впадает река Кундас.

## Данные водного реестра
По данным государственного водного реестра России относится к Баренцево-Беломорскому бассейновому округу, водохозяйственный участок реки — Тулома от истока до Верхнетуломского гидроузла, включая Нотозеро. Речной бассейн реки — бассейны рек Кольского полуострова, впадает в Баренцево море.
Код объекта в государственном водном реестре — 02010000312101000001745.